# Aš (stacja kolejowa)
Aš – stacja kolejowa w Aš, w kraju karlowarskim, w Czechach. Znajduje się na wysokości 640 m n.p.m.
Jest zarządzana przez Správę železnic. Na stacji znajdują się kasy biletowe, na których istnieje możliwość zakupu biletów na wszystkie pociągi w tym międzynarodowe oraz rezerwacji miejsc.

## Linie kolejowe
- 148 Cheb - Hranice v Čechách